# Clasificación para la Eurocopa de fútbol sala de 2016
La Clasificación para la Eurocopa de fútbol sala de 2016 fue el torneo eliminatorio para definir a 11 equipos para la Eurocopa de fútbol sala de 2016 junto a Serbia.
Participaron 45 selecciones nacionales miembros de UEFA, incluyendo a Escocia que hacía su primera aparición en el torneo.

## Formato
El torneo consiste de tres rondas:
- Preliminar: Las 24 peores selecciones fueron ubicadas en seis grupos de cuatro equipos. Cada grupo se jugó en una sede fija y se enfrentaron todos contra todos. Los ganadores de cada grupo y el mejor segundo lugar avanzan a la ronda principal.
- Principal: Los 28 equipos (21 mejor ubicados en la clasificación y 7 clasificados de la ronda preliminar) fueron divididos en siete grupos de cuatro equipos. Se jugó con el mismo sistema de la ronda anterior pero con siete grupos de cuatro equipos. Los ganadores de cada grupo clasican a la Eurocopa de fútbol sala de 2016, mientras los siete segundos lugares de cada grupo y el mejor tercer lugar avanzan a los play-offs.
- Play-offs: Los ocho equipos fueron divididos en cuatro enfrentamientos a eliminación directa a partidos ida y vuelta para definir a los últimos cuatro clasificados.

## Participantes
Los equipos se ubicaron según la clasificación de los siguientes torneos:
- Eliminatoria y Eurocopa de 2012
- Eliminatoria y clasificación al Mundial 2012
- Eliminatoria y Eurocopa 2014

Las 21 mejores selecciones entraron directamente a la ronda principal, mientras que las restantes 24 entraron a la ronda preliminar.
| País            | Coeff | Rank |
| --------------- | ----- | ---- |
| España          | 8410  | 1    |
| Italia          | 8278  | 2    |
| Rusia           | 8167  | 3    |
| Portugal        | 7000  | 4    |
| Ucrania         | 5889  | 5    |
| Croacia (H)     | 4667  | 6    |
| República Checa | 4528  | 7    |

| País           | Coeff | Rank |
| -------------- | ----- | ---- |
| Rumania (H)    | 4444  | 9    |
| Eslovenia (H)  | 4167  | 10   |
| Azerbaiyán (H) | 3722  | 11   |
| Hungría        | 2667  | 12   |
| Eslovaquia     | 2556  | 13   |
| Países Bajos   | 2167  | 14   |
| Bielorrusia    | 2111  | 15   |

| País                     | Coeff | Rank |
| ------------------------ | ----- | ---- |
| Bélgica                  | 1944  | 16   |
| Bosnia y Herzegovina (H) | 1778  | 17   |
| Turquía                  | 1722  | 18   |
| Kazajistán               | 1667  | 19   |
| Polonia (H)              | 1444  | 20   |
| Macedonia del Norte (H)  | 1333  | 21   |
| Noruega                  | 1222  | 22   |

| País      | Coeff | Rank |
| --------- | ----- | ---- |
| Letonia   | 1167  | 23   |
| Francia   | 1056  | 24   |
| Finlandia | 1000  | 25   |
| Georgia   | 0.917 | 26   |
| Grecia    | 0.833 | 27   |
| Israel    | 0.833 | 28   |

| País           | Coeff | Rank |
| -------------- | ----- | ---- |
| Moldavia (H)   | 0.694 | 29   |
| Inglaterra     | 0.667 | 30   |
| Montenegro (H) | 0.611 | 31   |
| Lituania (H)   | 0.611 | 32   |
| Bulgaria (H)   | 0.611 | 33   |
| Armenia        | 0.444 | 34   |

| País       | Coeff | Rank |
| ---------- | ----- | ---- |
| Andorra    | 0.389 | 35   |
| Albania    | 0.389 | 36   |
| Suecia (H) | 0.333 | 37   |
| Chipre     | 0.333 | 38   |
| Dinamarca  | 0.222 | 39   |
| Suiza      | 0.222 | 40   |

| País       | Coeff | Rank    |
| ---------- | ----- | ------- |
| Gibraltar  | 0.111 | 42      |
| Estonia    | 0.000 | 43      |
| Gales      | 0.000 | 44      |
| Malta (H)  | 0.000 | 45      |
| San Marino | 0.000 | 46      |
| Escocia    | 0.000 | No rank |

Notas
- Serbia (Coeff: 4528; Rank: 8) no juega la eliminatoria al ser el país organizador de la Eurocopa.
- Islandia (Coeff: 0.222; Rank 41), Irlanda (Coeff: 0.000; Rank 47), Austria (no rank), Islas Feroe (no rank), Alemania (no rank), Liechtenstein (no rank), Luxemburgo (no rank) y Irlanda del Norte (no rank) no participaron.
- Equipos elegidos como sede de las ronda preminar y principal aparecen con una (H).

## Calendario
| Ronda            | Fechas                        |
| ---------------- | ----------------------------- |
| Ronda Preliminar | 14–17 de enero de 2015        |
| Ronda Principal  | 18–21 de marzo de 2015        |
| Play-offs        | 15 & 22 de septiembre de 2015 |

## Ronda Preliminar

### Group A
| Pos. | Equipo       | Pts. | PJ | G | E | P | GF | GC | Dif. | Clasificación   |
| ---- | ------------ | ---- | -- | - | - | - | -- | -- | ---- | --------------- |
| 1    | Dinamarca    | 7    | 3  | 2 | 1 | 0 | 15 | 3  | +12  | Ronda Principal |
| 2    | Bulgaria (H) | 7    | 3  | 2 | 1 | 0 | 8  | 5  | +3   |                 |
| 3    | Grecia       | 3    | 3  | 1 | 0 | 2 | 5  | 7  | −2   |                 |
| 4    | Gibraltar    | 0    | 3  | 0 | 0 | 3 | 2  | 15 | −13  |                 |

 Fuente: UEFA
| 14 de enero de 2015 | Grecia                                        | 3–0     | Gibraltar | Skaptopara Sports Hall, Blagoevgrad |                         |
|                     | Mourdoukoutas 3' · Delaportas 34' · Manos 40' | Reporte |           | Árbitro(s): Gerd Bylois             | Árbitro(s): Gerd Bylois |

| 14 de enero de 2015 | Bulgaria      | 2–2     | Dinamarca                     | Skaptopara Sports Hall, Blagoevgrad |                        |
|                     | Dimov 32' 38' | Reporte | Jørgensen 4' · Ji. Jensen 28' | Árbitro(s): Saša Tomić              | Árbitro(s): Saša Tomić |

| 15 de enero de 2015 | Dinamarca                                            | 4–0     | Grecia | Skaptopara Sports Hall, Blagoevgrad |                             |
|                     | Hauglund 8' · Jørgensen 25' · Larsen 31' · Falck 38' | Reporte |        | Árbitro(s): Costas Nicolaou         | Árbitro(s): Costas Nicolaou |

| 15 de enero de 2015 | Bulgaria                                  | 3–1     | Gibraltar   | Skaptopara Sports Hall, Blagoevgrad |                               |
|                     | Dimov 9' · Karageorgiev 16' · Stoykov 21' | Reporte | I. Robba 5' | Árbitro(s): Ibrahim El Jilali       | Árbitro(s): Ibrahim El Jilali |

| 17 de enero de 2015 | Gibraltar   | 1–9     | Dinamarca                                                                                       | Skaptopara Sports Hall, Blagoevgrad |                         |
|                     | Collado 22' | Reporte | M. Jensen 2' 37' · Ja. Jensen 13' · Falck 15' 25' 29' 36' · Hauglund 21' · Jørgensen 40' (pen.) | Árbitro(s): Gerd Bylois             | Árbitro(s): Gerd Bylois |

| 17 de enero de 2015 | Grecia                                    | 2–3      | Bulgaria                                    | Skaptopara Sports Hall, Blagoevgrad |                        |
|                     | V. Asimakopoulos 24' · Iliadis 38' (pen.) | [Reporte | Stoykov 27' · Karageorgiev 32' · Shutev 40' | Árbitro(s): Saša Tomić              | Árbitro(s): Saša Tomić |

### Grupo B
| Pos. | Equipo         | Pts. | PJ | G | E | P | GF | GC | Dif. | Clasificación   |
| ---- | -------------- | ---- | -- | - | - | - | -- | -- | ---- | --------------- |
| 1    | Finlandia      | 9    | 3  | 3 | 0 | 0 | 10 | 0  | +10  | Ronda Principal |
| 2    | Montenegro (H) | 6    | 3  | 2 | 0 | 1 | 6  | 3  | +3   |                 |
| 3    | Gales          | 3    | 3  | 1 | 0 | 2 | 3  | 6  | −3   |                 |
| 4    | Chipre         | 0    | 3  | 0 | 0 | 3 | 1  | 11 | −10  |                 |

 Fuente: UEFA
| 14 de enero de 2015 | Finlandia                    | 3–0     | Gales | Morača Sports Center, Podgorica      |                                      |
|                     | Autio 7' · M. Kytölä 12' 29' | Reporte |       | Árbitro(s): Eduardo Fernandes Coelho | Árbitro(s): Eduardo Fernandes Coelho |

| 14 de enero de 2015 | Montenegro                                    | 4–0     | Chipre | Morača Sports Center, Podgorica |                            |
|                     | Bajović 8' 34' · Drašković 12' · Bajčetić 28' | Reporte |        | Árbitro(s): Francisco Diaz      | Árbitro(s): Francisco Diaz |

| 15 de enero de 2015 | Chipre | 0–5     | Finlandia                           | Morača Sports Center, Podgorica |                            |
|                     |        | Reporte | J. Kytölä 2' · Autio 7' 24' 31' 33' | Árbitro(s): Francisco Diaz      | Árbitro(s): Francisco Diaz |

| 15 de enero de 2015 | Montenegro                      | 2–1     | Gales   | Morača Sports Center, Podgorica |                         |
|                     | Bajović 8' · Maynard 28' (a.g.) | Reporte | Hugh 2' | Árbitro(s): Kalin Kinov         | Árbitro(s): Kalin Kinov |

| 17 de enero de 2015 | Gales                   | 2–1     | Chipre      | Morača Sports Center, Podgorica |                                |
|                     | Hooper 10' · Thomas 18' | Reporte | Iacovou 36' | Árbitro(s): Torbjorn Eidhammer  | Árbitro(s): Torbjorn Eidhammer |

| 17 de enero de 2015 | Finlandia         | 2–0     | Montenegro | Morača Sports Center, Podgorica      |                                      |
|                     | M. Kytölä 20' 36' | Reporte |            | Árbitro(s): Eduardo Fernandes Coelho | Árbitro(s): Eduardo Fernandes Coelho |

### Grupo C
| Pos. | Equipo       | Pts. | PJ | G | E | P | GF | GC | Dif. | Clasificación   |
| ---- | ------------ | ---- | -- | - | - | - | -- | -- | ---- | --------------- |
| 1    | Georgia      | 7    | 3  | 2 | 1 | 0 | 15 | 6  | +9   | Ronda Principal |
| 2    | Suiza        | 7    | 3  | 2 | 1 | 0 | 13 | 9  | +4   | Ronda Principal |
| 3    | Lituania (H) | 3    | 3  | 1 | 0 | 2 | 10 | 15 | −5   |                 |
| 4    | Estonia      | 0    | 3  | 0 | 0 | 3 | 10 | 18 | −8   |                 |

 Fuente: UEFA
| 14 de enero de 2015 | Georgia                                                               | 6–3     | Estonia                                | Kaunas Sports Hall, Kaunas |                           |
|                     | Roni 1' · Dzabiradze 2' 7' · Tikurishvili 17' · Sebiskveradze 37' 40' | Reporte | Aleksejev 26' · Taska 38' · Paapsi 40' | Árbitro(s): Gavin Sartain  | Árbitro(s): Gavin Sartain |

| 14 de enero de 2015 | Lituania                         | 3–5     | Suiza                                                    | Kaunas Sports Hall, Kaunas     |                                |
|                     | Jeremejev 2' 16' · Buinickij 39' | Reporte | Acosta 5' 40' · Santona 33' · Facchinetti 34' (pen.) 37' | Árbitro(s): Gerald Bauernfeind | Árbitro(s): Gerald Bauernfeind |

| 15 de enero de 2015 | Suiza      | 1–1     | Georgia          | Kaunas Sports Hall, Kaunas    |                               |
|                     | Mezger 39' | Reporte | Sebiskveradze 6' | Árbitro(s): Septimiu Burtescu | Árbitro(s): Septimiu Burtescu |

| 15 de enero de 2015 | Lituania                                                             | 5–2     | Estonia                      | Kaunas Sports Hall, Kaunas     |                                |
|                     | Sendžikas 15' 29' · Zagurskas 28' · Buinickij 31' · Bezykornovas 34' | Reporte | Tšurilkin 9' · Aleksejev 21' | Árbitro(s): Vyacheslav Daragan | Árbitro(s): Vyacheslav Daragan |

| 17 de enero de 2015 | Estonia                                                                            | 5–7     | Suiza                                                                                  | Kaunas Sports Hall, Kaunas     |                                |
|                     | Taska 24' · Starodub 27' · Rubel 30' · Tšurilkin 39' (pen.) · Aleksejev 40' (pen.) | Reporte | Balvis Gonzalez 6' 21' 31' 38' · Facchinetti 11' (pen.) · Mezger 25' · Rueegsegger 35' | Árbitro(s): Vyacheslav Daragan | Árbitro(s): Vyacheslav Daragan |

| 17 de enero de 2015 | Georgia | 8–2     | Lituania                        | Kaunas Sports Hall, Kaunas     |                                |
|                     | Tikurishvili 5' 21' · Lukava 20' · Altunashvili 22' · Sebiskveradze 24' 33' · Maisaia 27' · Jvarashvili 36' | Reporte | Bezykornovas 5' · Buinickij 34' | Árbitro(s): Gerald Bauernfeind | Árbitro(s): Gerald Bauernfeind |

### Grupo D
| Pos. | Equipo       | Pts. | PJ | G | E | P | GF | GC | Dif. | Clasificación   |
| ---- | ------------ | ---- | -- | - | - | - | -- | -- | ---- | --------------- |
| 1    | Francia      | 9    | 3  | 3 | 0 | 0 | 14 | 5  | +9   | Ronda Principal |
| 2    | Moldavia (H) | 6    | 3  | 2 | 0 | 1 | 13 | 6  | +7   |                 |
| 3    | Albania      | 3    | 3  | 1 | 0 | 2 | 15 | 9  | +6   |                 |
| 4    | San Marino   | 0    | 3  | 0 | 0 | 3 | 1  | 23 | −22  |                 |

 Fuente: UEFA
| 14 de enero de 2015 | Francia                                                | 5–1     | San Marino | FMF Arena, Ciorescu       |                           |
|                     | Belhaj 2' · Ramirez 13' 20' · Rabei 22' · Teixeira 35' | Reporte | Macina 17' | Árbitro(s): Franco Cachia | Árbitro(s): Franco Cachia |

| 14 de enero de 2015 | Moldavia                                           | 4–2     | Albania      | FMF Arena, Ciorescu       |                           |
|                     | Obadă 3' 28' · Tacot 17' (pen.) · Laşcu 36' (pen.) | Reporte | Kaca 25' 40' | Árbitro(s): Ivan Shabanov | Árbitro(s): Ivan Shabanov |

| 15 de enero de 2015 | Albania                    | 2–5     | Francia                                   | FMF Arena, Ciorescu       |                           |
|                     | Brahimi 11' · Selmanaj 27' | Reporte | Aigoun 2' · Rabei 5' 12' 22' · Belhaj 37' | Árbitro(s): Franco Cachia | Árbitro(s): Franco Cachia |

| 15 de enero de 2015 | Moldavia                                                                                        | 7–0     | San Marino | FMF Arena, Ciorescu          |                              |
|                     | A. Munteanu 8' · Obadă 8' · Tacot 23' · Ţîmbalist 25' · Hilotii 30' · Podlesnov 31' · Gojan 37' | Reporte |            | Árbitro(s): Vladan Radulović | Árbitro(s): Vladan Radulović |

| 17 de enero de 2015 | San Marino | 0–11    | Albania                                                                                        | FMF Arena, Ciorescu            |                                |
|                     |            | Reporte | Mejzini 4' 32' 38' · Hoxha 6' 40' · Kaca 18' 20' · Halimi 25' · Brahimi 29' 38' · Selmanaj 39' | Árbitro(s): Arsen Nonikashvili | Árbitro(s): Arsen Nonikashvili |

| 17 de enero de 2015 | Francia                                            | 4–2     | Moldavia                | FMF Arena, Ciorescu       |                           |
|                     | Otmani 16' · Teixeira 16' · Belhaj 36' · Gasmi 40' | Reporte | Obadă 29' · Hilotii 31' | Árbitro(s): Ivan Shabanov | Árbitro(s): Ivan Shabanov |

### Grupo E
| Pos. | Equipo     | Pts. | PJ | G | E | P | GF | GC | Dif. | Clasificación   |
| ---- | ---------- | ---- | -- | - | - | - | -- | -- | ---- | --------------- |
| 1    | Letonia    | 7    | 3  | 2 | 1 | 0 | 13 | 4  | +9   | Ronda Principal |
| 2    | Inglaterra | 7    | 3  | 2 | 1 | 0 | 8  | 4  | +4   |                 |
| 3    | Andorra    | 3    | 3  | 1 | 0 | 2 | 8  | 6  | +2   |                 |
| 4    | Malta (H)  | 0    | 3  | 0 | 0 | 3 | 0  | 15 | −15  |                 |

 Fuente: UEFA
| 14 de enero de 2015 | Letonia                                | 3–2     | Andorra                         | Hibernians Pavillon, Paola                           |                                                      |
|                     | Ikstēns 17' · Avanesovs 20' · Seņs 35' | Reporte | Cabinho 39' · Llamas 40' (pen.) | Asistencia: 60 espectadores Árbitro(s): Josip Barton | Asistencia: 60 espectadores Árbitro(s): Josip Barton |

| 14 de enero de 2015 | Malta | 0–3     | Inglaterra                            | Hibernians Pavillon, Paola                            |                                                       |
|                     |       | Reporte | Parkes 3' · Ballinger 28' · Rexha 39' | Asistencia: 727 espectadores Árbitro(s): Gábor Kovács | Asistencia: 727 espectadores Árbitro(s): Gábor Kovács |

| 15 de enero de 2015 | Inglaterra   | 2–2     | Letonia                    | Hibernians Pavillon, Paola                               |                                                          |
|                     | Cook 13' 34' | Reporte | Šustrovs 11' · Ikstēns 13' | Asistencia: 62 espectadores Árbitro(s): Yusif Nurullayev | Asistencia: 62 espectadores Árbitro(s): Yusif Nurullayev |

| 15 de enero de 2015 | Malta | 0–4     | Andorra                         | Hibernians Pavillon, Paola                           |                                                      |
|                     |       | Reporte | Barbosa 8' 32' · Llamas 13' 20' | Asistencia: 255 espectadores Árbitro(s): Borut Šivic | Asistencia: 255 espectadores Árbitro(s): Borut Šivic |

| 17 de enero de 2015 | Andorra                  | 2–3     | Inglaterra                           | Hibernians Pavillon, Paola                           |                                                      |
|                     | Perez 15' · Raventós 30' | Reporte | Nash 9' · Parkes 12' · Ballinger 20' | Asistencia: 145 espectadores Árbitro(s): Borut Šivic | Asistencia: 145 espectadores Árbitro(s): Borut Šivic |

| 17 de enero de 2015 | Letonia                                                                                   | 8–0     | Malta | Hibernians Pavillon, Paola                                |                                                           |
|                     | Seņs 1' · Aleksejevs 1' 28' · Dacko 2' · Avanesovs 3' · Jerofejevs 10' 15' · Šustrovs 25' | Reporte |       | Asistencia: 500 espectadores Árbitro(s): Yusif Nurullayev | Asistencia: 500 espectadores Árbitro(s): Yusif Nurullayev |

### Grupo F
| Pos. | Equipo     | Pts. | PJ | G | E | P | GF | GC | Dif. | Clasificación   |
| ---- | ---------- | ---- | -- | - | - | - | -- | -- | ---- | --------------- |
| 1    | Armenia    | 7    | 3  | 2 | 1 | 0 | 12 | 6  | +6   | Ronda Principal |
| 2    | Suecia (H) | 6    | 3  | 2 | 0 | 1 | 20 | 4  | +16  |                 |
| 3    | Israel     | 4    | 3  | 1 | 1 | 1 | 8  | 7  | +1   |                 |
| 4    | Escocia    | 0    | 3  | 0 | 0 | 3 | 2  | 25 | −23  |                 |

 Fuente: UEFA
| 14 de enero de 2015 | Israel                                                                            | 6–1     | Escocia      | Arena Skövde, Skövde      |                           |
|                     | Yates 9' (a.g.) · I. Shkolnik 15' · Sabag 20' · Vana 22' · Cohen 27' · Kalimi 30' | Reporte | Lafferty 28' | Árbitro(s): Dragan Skakić | Árbitro(s): Dragan Skakić |

| 14 de enero de 2015 | Suecia                          | 3–4     | Armenia                                             | Arena Skövde, Skövde       |                            |
|                     | Mönell 2' · Eteus 17' · Asp 32' | Reporte | H. Grigoryan 5' · Karapetyan 16', 27' · Babayan 21' | Árbitro(s): Fabio Gelonese | Árbitro(s): Fabio Gelonese |

| 15 de enero de 2015 | Armenia                       | 2–2     | Israel                | Arena Skövde, Skövde    |                         |
|                     | H. Grigoryan 35' · Sujyan 38' | Reporte | Cohen 19' · Sabag 34' | Árbitro(s): Timo Onatsu | Árbitro(s): Timo Onatsu |

| 15 de enero de 2015 | Suecia | 13–0    | Escocia | Arena Skövde, Skövde       |                            |
|                     | Legiec 10' 27' 36' · Asp 18' · Burda 20' · S. Abraham 25' 32' 38' · Eteus 30' · H. Abraham 31' · Hiseni 33' · Mönell 34' 35' | Reporte |         | Árbitro(s): Fabio Gelonese | Árbitro(s): Fabio Gelonese |

| 17 de enero de 2015 | Escocia | 1–6     | Armenia                                                                            | Arena Skövde, Skövde      |                           |
|                     | Hay 38' | Reporte | Galstyan 14' · Mardanyan 20' 39' · Kapukranyan 30' · Sujyan 35' · H. Grigoryan 38' | Árbitro(s): Dragan Skakić | Árbitro(s): Dragan Skakić |

| 17 de enero de 2015 | Israel | 0–4     | Suecia                                                | Arena Skövde, Skövde         |                              |
|                     |        | Reporte | Legiec 15' · Rashidi 18' · Eteus 22' · H. Abraham 29' | Árbitro(s): Cédric Pelissier | Árbitro(s): Cédric Pelissier |

### Ranking de los Segundos Lugares
| Pos. | Grp. | Equipo     | Pts. | PJ | G | E | P | GF | GC | Dif. | Clasificación   |
| ---- | ---- | ---------- | ---- | -- | - | - | - | -- | -- | ---- | --------------- |
| 1    | C    | Suiza      | 7    | 3  | 2 | 1 | 0 | 13 | 9  | +4   | Ronda Principal |
| 2    | E    | Inglaterra | 7    | 3  | 2 | 1 | 0 | 8  | 4  | +4   |                 |
| 3    | A    | Bulgaria   | 7    | 3  | 2 | 1 | 0 | 8  | 5  | +3   |                 |
| 4    | F    | Suecia     | 6    | 3  | 2 | 0 | 1 | 20 | 4  | +16  |                 |
| 5    | D    | Moldavia   | 6    | 3  | 2 | 0 | 1 | 13 | 6  | +7   |                 |
| 6    | B    | Montenegro | 6    | 3  | 2 | 0 | 1 | 6  | 3  | +3   |                 |

 Fuente: UEFA
Criterios de clasificación: 1) puntos; 2) gol diferencia; 3) goles anotados; 4) puntos disciplinarios; 5) coeficiente; 6) sorteo.

## Ronda Principal

### Grupo 1
| Pos. | Equipo                   | Pts. | PJ | G | E | P | GF | GC | Dif. | Clasificación |
| ---- | ------------------------ | ---- | -- | - | - | - | -- | -- | ---- | ------------- |
| 1    | Rusia                    | 9    | 3  | 3 | 0 | 0 | 10 | 1  | +9   | Eurocopa      |
| 2    | Bosnia y Herzegovina (H) | 6    | 3  | 2 | 0 | 1 | 10 | 6  | +4   | Play-offs     |
| 3    | Países Bajos             | 1    | 3  | 0 | 1 | 2 | 4  | 8  | −4   |               |
| 4    | Letonia                  | 1    | 3  | 0 | 1 | 2 | 6  | 15 | −9   |               |

 Fuente: UEFA
| 18 de marzo de 2015 | Bosnia y Herzegovina | 2–1     | Países Bajos          | Olympic Hall Juan Antonio Samaranch, Sarajevo         |                                                       |
|                     | Bevanda 26' 34'      | Reporte | Radmilović 16' (a.g.) | Asistencia: 900 espectadores Árbitro(s): Ondřej Černý | Asistencia: 900 espectadores Árbitro(s): Ondřej Černý |

| 18 de marzo de 2015 | Rusia                                                   | 5–0     | Letonia | Olympic Hall Juan Antonio Samaranch, Sarajevo              |                                                            |
|                     | Abramov 10' 23' · Lyskov 14' · Batyrev 29' · Romulo 35' | Reporte |         | Asistencia: 70 espectadores Árbitro(s): Sebastian Stawicki | Asistencia: 70 espectadores Árbitro(s): Sebastian Stawicki |

| 19 de marzo de 2015 | Bosnia y Herzegovina                                                               | 7–3     | Letonia                     | Olympic Hall Juan Antonio Samaranch, Sarajevo        |                                                      |
|                     | Novoselac 1' · Hrkač 15' · Radmilović 19' 22' · Mulahmetović 26' 33' · Bevanda 40' | Reporte | Nagibins 27' · Seņs 34' 39' | Asistencia: 300 espectadores Árbitro(s): Tomasz Frak | Asistencia: 300 espectadores Árbitro(s): Tomasz Frak |

| 19 de marzo de 2015 | Países Bajos | 0–3     | Rusia                                    | Olympic Hall Juan Antonio Samaranch, Sarajevo              |                                                            |
|                     |              | Reporte | Lyskov 2' · Pereverzev 26' · Sergeev 36' | Asistencia: 50 espectadores Árbitro(s): Sebastian Stawicki | Asistencia: 50 espectadores Árbitro(s): Sebastian Stawicki |

| 21 de marzo de 2015 | Letonia                                       | 3–3     | Países Bajos                                       | Olympic Hall Juan Antonio Samaranch, Sarajevo        |                                                      |
|                     | Nagibins 6' · Seņs 20' · Velseboer 39' (a.g.) | Reporte | El Ghannouti 2' · Attaibi 13' · Ikstēns 20' (a.g.) | Asistencia: 50 espectadores Árbitro(s): Ondřej Černý | Asistencia: 50 espectadores Árbitro(s): Ondřej Černý |

| 21 de marzo de 2015 | Rusia          | 2–1     | Bosnia y Herzegovina | Olympic Hall Juan Antonio Samaranch, Sarajevo          |                                                        |
|                     | Kutuzov 8' 40' | Reporte | Kahvedžić 40'        | Asistencia: 1350 espectadores Árbitro(s): Karel Henych | Asistencia: 1350 espectadores Árbitro(s): Karel Henych |

### Grupo 2
| Pos. | Equipo                  | Pts. | PJ | G | E | P | GF | GC | Dif. | Clasificación |
| ---- | ----------------------- | ---- | -- | - | - | - | -- | -- | ---- | ------------- |
| 1    | España                  | 9    | 3  | 3 | 0 | 0 | 21 | 2  | +19  | Eurocopa      |
| 2    | Hungría                 | 4    | 3  | 1 | 1 | 1 | 11 | 10 | +1   | Play-offs     |
| 3    | Macedonia del Norte (H) | 4    | 3  | 1 | 1 | 1 | 11 | 16 | −5   |               |
| 4    | Suiza                   | 0    | 3  | 0 | 0 | 3 | 9  | 24 | −15  |               |

 Fuente: UEFA
| 18 de marzo de 2015 | España                                                                           | 9–1     | Suiza               | Boris Trajkovski Sports Center, Skopje |                             |
|                     | Pola 8' · Rivillos 16' 40' · Adri 18' · Raúl Campos 24' · Lin 30' 40' · Alex 37' | Reporte | Balvis Gonzalez 17' | Árbitro(s): Gabriel Gherman            | Árbitro(s): Gabriel Gherman |

| 18 de marzo de 2015 | Macedonia del Norte                    | 3–3     | Hungría                                         | Boris Trajkovski Sports Center, Skopje |                            |
|                     | Mar. Todorovski 14' 18' · Micevski 35' | Reporte | Trencsényi 30' · Hosszú 35' · Agushi 39' (a.g.) | Árbitro(s): Bogdan Sorescu             | Árbitro(s): Bogdan Sorescu |

| 19 de marzo de 2015 | Hungría | 0–5     | España                                    | Boris Trajkovski Sports Center, Skopje |                             |
|                     |         | Reporte | Miguelín 14' 25' 26' · Alex 28' · Lin 38' | Árbitro(s): Gabriel Gherman            | Árbitro(s): Gabriel Gherman |

| 19 de marzo de 2015 | Macedonia del Norte                                         | 7–6     | Suiza                                                                          | Boris Trajkovski Sports Center, Skopje |                            |
|                     | Micevski 1' 2' 3' 27' · Mar. Todorovski 3' 5' · Leveski 38' | Reporte | Likaj 3' · Marcoyannakis 33' · Mezger 37' · Raboud 38' · Sego 39' · Patera 40' | Árbitro(s): Angelo Galante             | Árbitro(s): Angelo Galante |

| 21 de marzo de 2015 | Suiza                      | 2–8     | Hungría                                                                        | Boris Trajkovski Sports Center, Skopje |                            |
|                     | Tóth 16' (a.g.) · Sego 37' | Reporte | Hosszú 3' 23' · Lódi 16' (pen.) · Harnisch 19' 36' 39' · Németh 23' · Rábl 29' | Árbitro(s): Bogdan Sorescu             | Árbitro(s): Bogdan Sorescu |

| 21 de marzo de 2015 | España | 7–1     | Macedonia del Norte | Boris Trajkovski Sports Center, Skopje |                               |
|                     | Mar. Todorovski 5' (a.g.) · Aicardo 7' · Pola 15' · Raúl Campos 25' · Fernandão 27' · Lin 30' · Rivillos 35' | Reporte | Krstevski 6'        | Árbitro(s): Alessandro Malfer          | Árbitro(s): Alessandro Malfer |

### Grupo 3
| Pos. | Equipo      | Pts. | PJ | G | E | P | GF | GC | Dif. | Clasificación |
| ---- | ----------- | ---- | -- | - | - | - | -- | -- | ---- | ------------- |
| 1    | Italia      | 9    | 3  | 3 | 0 | 0 | 12 | 4  | +8   | Eurocopa      |
| 2    | Bielorrusia | 4    | 3  | 1 | 1 | 1 | 3  | 2  | +1   | Play-offs     |
| 3    | Finlandia   | 3    | 3  | 1 | 0 | 2 | 3  | 8  | −5   |               |
| 4    | Polonia (H) | 1    | 3  | 0 | 1 | 2 | 5  | 9  | −4   |               |

 Fuente: UEFA
| 18 de marzo de 2015 | Italia                                              | 4–0     | Finlandia | Municipal Hall Krosno, Krosno        |                                      |
|                     | Murilo 25' · Canal 26' · Patias 29' · Ercolessi 37' | Reporte |           | Árbitro(s): Eduardo Fernandes Coelho | Árbitro(s): Eduardo Fernandes Coelho |

| 18 de marzo de 2015 | Polonia | 0–0     | Bielorrusia | Municipal Hall Krosno, Krosno |                         |
|                     |         | Reporte |             | Árbitro(s): Borut Šivic       | Árbitro(s): Borut Šivic |

| 19 de marzo de 2015 | Bielorrusia | 1–2     | Italia                          | Municipal Hall Krosno, Krosno |                           |
|                     | Chernik 37' | Reporte | Gayduk 15' (a.g.) · Giasson 29' | Árbitro(s): Admir Zahovič     | Árbitro(s): Admir Zahovič |

| 19 de marzo de 2015 | Polonia                           | 2–3     | Finlandia                                  | Municipal Hall Krosno, Krosno |                          |
|                     | Wojciechowski 18' · Popławski 27' | Reporte | M. Kytölä 13' · J. Kytölä 26' · Pakola 30' | Árbitro(s): Nuno Bogalho      | Árbitro(s): Nuno Bogalho |

| 21 de marzo de 2015 | Finlandia | 0–2     | Bielorrusia                 | Municipal Hall Krosno, Krosno        |                                      |
|                     |           | Reporte | Chernik 30' · Aleinikov 34' | Árbitro(s): Eduardo Fernandes Coelho | Árbitro(s): Eduardo Fernandes Coelho |

| 21 de marzo de 2015 | Italia                                                  | 6–3     | Polonia                                         | Municipal Hall Krosno, Krosno |                         |
|                     | Gabriel Lima 4' 27' 40' · Fortino 7', 13' · Giasson 22' | Reporte | Kubik 4' · Mammarella 9' (a.g.) · Sobalczyk 17' | Árbitro(s): Borut Šivic       | Árbitro(s): Borut Šivic |

### Grupo 4
| Pos. | Equipo         | Pts. | PJ | G | E | P | GF | GC | Dif. | Clasificación |
| ---- | -------------- | ---- | -- | - | - | - | -- | -- | ---- | ------------- |
| 1    | Ucrania        | 9    | 3  | 3 | 0 | 0 | 17 | 6  | +11  | Eurocopa      |
| 2    | Azerbaiyán (H) | 6    | 3  | 2 | 0 | 1 | 16 | 6  | +10  | Play-offs     |
| 3    | Bélgica        | 3    | 3  | 1 | 0 | 2 | 8  | 15 | −7   |               |
| 4    | Dinamarca      | 0    | 3  | 0 | 0 | 3 | 7  | 21 | −14  |               |

 Fuente: UEFA
| 18 de marzo de 2015 | Ucrania                                                    | 5–2     | Dinamarca                 | Sarhadchi Olympic Sport Complex, Bakú |                         |
|                     | Bilotserkivets 5' 9' · D. Sorokin 5' · Ovsyannikov 10' 11' | Reporte | Lucht 14' · Jørgensen 38' | Árbitro(s): Timo Onatsu               | Árbitro(s): Timo Onatsu |

| 18 de marzo de 2015 | Azerbaiyán                               | 3–1     | Bélgica        | Sarhadchi Olympic Sport Complex, Bakú    |                                          |
|                     | Eduardo 1' · Augusto 17' · De Araujo 19' | Reporte | Dujacquier 38' | Árbitro(s): Fernando Gutiérrez Lumbreras | Árbitro(s): Fernando Gutiérrez Lumbreras |

| 19 de marzo de 2015 | Bélgica                     | 2–9     | Ucrania                                                                                     | Sarhadchi Olympic Sport Complex, Bakú |                            |
|                     | Dahbi Reda 7' · Sababti 10' | Reporte | Bilotserkivets 1' 12' 20' 27' 30' · D. Sorokin 24' · Bondar 28' · Ivanyak 36' · Kordoba 37' | Árbitro(s): Francisco Diaz            | Árbitro(s): Francisco Diaz |

| 19 de marzo de 2015 | Azerbaiyán | 11–2    | Dinamarca                      | Sarhadchi Olympic Sport Complex, Bakú |                         |
|                     | De Araujo 7' 34' · Farajzade 13' · Borisov 18' · Amadeu 25' · Atayev 31' 38' · Augusto 32' · Chovdarov 33' 37' · Farzaliyev 36' | Reporte | Ja. Jensen 21' · M. Jensen 31' | Árbitro(s): Lukáš Peško               | Árbitro(s): Lukáš Peško |

| 21 de marzo de 2015 | Dinamarca                | 3–5     | Bélgica                                              | Sarhadchi Olympic Sport Complex, Bakú |                         |
|                     | Veis 17' 36' · Falck 39' | Reporte | Canaris 1' · Sababti 5' 8' · Rahou 25' · Chaibai 29' | Árbitro(s): Timo Onatsu               | Árbitro(s): Timo Onatsu |

| 21 de marzo de 2015 | Ucrania                                          | 3–2     | Azerbaiyán                      | Sarhadchi Olympic Sport Complex, Bakú    |                                          |
|                     | Bilotserkivets 5' · O. Sorokin 27' · Ivanyak 33' | Reporte | Eduardo 31' · Zhurba 40' (a.g.) | Árbitro(s): Fernando Gutiérrez Lumbreras | Árbitro(s): Fernando Gutiérrez Lumbreras |

### Grupo 5
| Pos. | Equipo          | Pts. | PJ | G | E | P | GF | GC | Dif. | Clasificación |
| ---- | --------------- | ---- | -- | - | - | - | -- | -- | ---- | ------------- |
| 1    | Eslovenia (H)   | 9    | 3  | 3 | 0 | 0 | 18 | 3  | +15  | Eurocopa      |
| 2    | República Checa | 6    | 3  | 2 | 0 | 1 | 10 | 6  | +4   | Play-offs     |
| 3    | Francia         | 3    | 3  | 1 | 0 | 2 | 8  | 17 | −9   |               |
| 4    | Noruega         | 0    | 3  | 0 | 0 | 3 | 1  | 11 | −10  |               |

 Fuente: UEFA
| 18 de marzo de 2015 | Eslovenia                                          | 4–0     | Noruega | Tri Lilije Hall, Laško   |                          |
|                     | R. Mordej 5' · Osredkar 6' · Fetić 19' · Čujec 23' | Reporte |         | Árbitro(s): Gábor Kovács | Árbitro(s): Gábor Kovács |

| 18 de marzo de 2015 | República Checa                                               | 5–3     | Francia                                   | Tri Lilije Hall, Laško  |                         |
|                     | Seidler 19' · Slováček 25' · Belej 33' 36' · Gasmi 33' (a.g.) | Reporte | A. Mohammed 33' · Hamdoud 37' · Gasmi 38' | Árbitro(s): Kamil Çetin | Árbitro(s): Kamil Çetin |

| 19 de marzo de 2015 | Noruega | 0–4     | República Checa                                   | Tri Lilije Hall, Laško   |                          |
|                     |         | Reporte | Seidler 8' · Belej 18' · Novotný 27' · Kovács 37' | Árbitro(s): Marc Birkett | Árbitro(s): Marc Birkett |

| 19 de marzo de 2015 | Eslovenia                                                                                                   | 11–2    | Francia                | Tri Lilije Hall, Laško    |                           |
|                     | Vrhovec 1', 15' · Osredkar 6' 10' 22' · Čujec 18' · Fetić 18' 23' · Melink 19' · R. Mordej 23' · Hozjan 39' | Reporte | Belhaj 20' · Rabei 33' | Árbitro(s): Balázs Farkas | Árbitro(s): Balázs Farkas |

| 21 de marzo de 2015 | Francia                         | 3–1     | Noruega     | Tri Lilije Hall, Laško   |                          |
|                     | Rabei 17' 28' · A. Mohammed 20' | Reporte | Sortevik 9' | Árbitro(s): Marc Birkett | Árbitro(s): Marc Birkett |

| 21 de marzo de 2015 | República Checa | 1–3     | Eslovenia                               | Tri Lilije Hall, Laško   |                          |
|                     | Kovács 3'       | Reporte | Melink 10' · Osredkar 12' · Vrhovec 20' | Árbitro(s): Gábor Kovács | Árbitro(s): Gábor Kovács |

### Grupo 6
| Pos. | Equipo      | Pts. | PJ | G | E | P | GF | GC | Dif. | Clasificación |
| ---- | ----------- | ---- | -- | - | - | - | -- | -- | ---- | ------------- |
| 1    | Croacia (H) | 9    | 3  | 3 | 0 | 0 | 21 | 2  | +19  | Eurocopa      |
| 2    | Eslovaquia  | 6    | 3  | 2 | 0 | 1 | 14 | 5  | +9   | Play-offs     |
| 3    | Turquía     | 3    | 3  | 1 | 0 | 2 | 8  | 18 | −10  |               |
| 4    | Armenia     | 0    | 3  | 0 | 0 | 3 | 4  | 22 | −18  |               |

 Fuente: UEFA
| 18 de marzo de 2015 | Eslovaquia                                       | 7–1     | Armenia                 | Dubrovnik Sports Hall, Dubrovnik |                          |
|                     | Drahovský 1' 2' 36' · Rick 3' 21' 38' · Rafaj 6' | Reporte | H. Grigoryan 17' (pen.) | Árbitro(s): Pascal Lemal         | Árbitro(s): Pascal Lemal |

| 18 de marzo de 2015 | Croacia | 10–0    | Turquía | Dubrovnik Sports Hall, Dubrovnik |                           |
|                     | Büyüktopaç 5' (a.g.) · Grbeša 11' · Grcić 13' · Jelovčić 18' · Marinović 19' 20' · Novak 25' · Djuraš 31' · Suton 33' · Babić 40' | Reporte |         | Árbitro(s): Ivan Shabanov        | Árbitro(s): Ivan Shabanov |

| 19 de marzo de 2015 | Turquía    | 1–5     | Eslovaquia                                               | Dubrovnik Sports Hall, Dubrovnik |                         |
|                     | Keskin 25' | Reporte | Rick 13' 36' · Drahovský 21' · Brunovský 29' · Bahna 40' | Árbitro(s): Gerd Bylois          | Árbitro(s): Gerd Bylois |

| 19 de marzo de 2015 | Croacia                                                                                         | 8–0     | Armenia | Dubrovnik Sports Hall, Dubrovnik |                              |
|                     | Jelovčić 6' (pen.) 14' · Grbeša 7' · Novak 12' · Grcić 14' · Marinović 15' 22' · Pandurević 31' | Reporte |         | Árbitro(s): Cédric Pelissier     | Árbitro(s): Cédric Pelissier |

| 21 de marzo de 2015 | Armenia                                       | 3–7     | Turquía                                                       | Dubrovnik Sports Hall, Dubrovnik |                              |
|                     | Mardanyan 7' · Nasibyan 34' · Kapukranyan 38' | Reporte | Köseoğlu 19' · Erdal 24' 25' · Özcan 31' 35' 36' · Yazgan 32' | Árbitro(s): Cédric Pelissier     | Árbitro(s): Cédric Pelissier |

| 21 de marzo de 2015 | Eslovaquia                          | 2–3     | Croacia                                  | Dubrovnik Sports Hall, Dubrovnik |                           |
|                     | Višváder 32' · Drahovský 34' (pen.) | Reporte | Marinović 12' · Grcić 18' · Jelovčić 34' | Árbitro(s): Ivan Shabanov        | Árbitro(s): Ivan Shabanov |

### Grupo 7
| Pos. | Equipo      | Pts. | PJ | G | E | P | GF | GC | Dif. | Clasificación |
| ---- | ----------- | ---- | -- | - | - | - | -- | -- | ---- | ------------- |
| 1    | Portugal    | 6    | 3  | 2 | 0 | 1 | 12 | 4  | +8   | Eurocopa      |
| 2    | Kazajistán  | 6    | 3  | 2 | 0 | 1 | 11 | 7  | +4   | Play-offs     |
| 3    | Rumania (H) | 6    | 3  | 2 | 0 | 1 | 11 | 9  | +2   | Play-offs     |
| 4    | Georgia     | 0    | 3  | 0 | 0 | 3 | 1  | 15 | −14  |               |

 Fuente: UEFA
Notas:
1. 1 2 3  Enfrentamiento directo (Portugal: 3 pts, +1 GD; Kazakhstan: 3 pts, 0 GD; Romania: 3 pts, −1 GD).

| 18 de marzo de 2015 | Portugal                                                                                       | 7–0     | Georgia | Polyvalent Hall, Călărași |                         |
|                     | Cardinal 10' · Bruno Coelho 16' · Ricardinho 18' 20' · Djô 20' · Pedro Cary 35' · Paulinho 40' | Reporte |         | Árbitro(s): Oleg Ivanov   | Árbitro(s): Oleg Ivanov |

| 18 de marzo de 2015 | Rumania                                                    | 6–4     | Kazajistán                                                 | Polyvalent Hall, Călărași |                        |
|                     | Szőcs 1' 19' 38' · F. Matei 9' · M. Matei 29' · Răducu 40' | Reporte | Pershin 2' · Nurgozhin 28' · Yesenamanov 33' · Pengrin 36' | Árbitro(s): Saša Tomić    | Árbitro(s): Saša Tomić |

| 19 de marzo de 2015 | Kazajistán                              | 3–1     | Portugal      | Polyvalent Hall, Călărași      |                                |
|                     | Pengrin 28' · Pershin 36' · Higuita 40' | Reporte | Ricardinho 3' | Árbitro(s): Vyacheslav Daragan | Árbitro(s): Vyacheslav Daragan |

| 19 de marzo de 2015 | Rumania                                | 4–1     | Georgia          | Polyvalent Hall, Călărași     |                               |
|                     | Stoica 3' 23' · Mánya 26' · Răducu 37' | Reporte | Zedelashvili 28' | Árbitro(s): Danijel Janošević | Árbitro(s): Danijel Janošević |

| 21 de marzo de 2015 | Georgia | 0–4     | Kazajistán                                                   | Polyvalent Hall, Călărași |                         |
|                     |         | Reporte | Pershin 11' · Pengrin 19' · Chebotarev 31' · Yesenamanov 39' | Árbitro(s): Oleg Ivanov   | Árbitro(s): Oleg Ivanov |

| 21 de marzo de 2015 | Portugal                                          | 4–1     | Rumania   | Polyvalent Hall, Călărași |                        |
|                     | Pedro Cary 18' · Ricardinho 28' · Tiago Brito 39' | Reporte | Alpar 30' | Árbitro(s): Saša Tomić    | Árbitro(s): Saša Tomić |

### Ranking de los Terceros Lugares
| Pos. | Grp. | Equipo              | Pts. | PJ | G | E | P | GF | GC | Dif. | Clasificación |
| ---- | ---- | ------------------- | ---- | -- | - | - | - | -- | -- | ---- | ------------- |
| 1    | 7    | Rumania             | 6    | 3  | 2 | 0 | 1 | 11 | 9  | +2   | Play-offs     |
| 2    | 2    | Macedonia del Norte | 4    | 3  | 1 | 1 | 1 | 11 | 16 | −5   |               |
| 3    | 3    | Finlandia           | 3    | 3  | 1 | 0 | 2 | 3  | 8  | −5   |               |
| 4    | 4    | Bélgica             | 3    | 3  | 1 | 0 | 2 | 8  | 15 | −7   |               |
| 5    | 5    | Francia             | 3    | 3  | 1 | 0 | 2 | 8  | 17 | −9   |               |
| 6    | 6    | Turquía             | 3    | 3  | 1 | 0 | 2 | 8  | 18 | −10  |               |
| 7    | 1    | Países Bajos        | 1    | 3  | 0 | 1 | 2 | 4  | 8  | −4   |               |

 Fuente: UEFA
Criterios de clasificación: 1) puntos; 2) gol diferencia; 3) goles anotados; 4) puntos disciplinarios; 5) coeficiente; 6) sorteo.

## Play-offs
| Equipo 1             | Agr.        | Equipo 2    | Ida | Vuelta |
| -------------------- | ----------- | ----------- | --- | ------ |
| Rumania              | 5–6 (t. s.) | Hungría     | 2–2 | 3–4    |
| Bosnia y Herzegovina | 0–9         | Kazajistán  | 0–5 | 0–4    |
| República Checa      | 3–2         | Bielorrusia | 2–1 | 1–1    |
| Azerbaiyán           | 4–2         | Eslovaquia  | 3–1 | 1–1    |

| 15 de septiembre de 2015 | Rumania                     | 2–2     | Hungría             | Romeo Iamandi, Buzău           |                                |
|                          | Al-Ioani 21' · F. Matei 22' | Reporte | Gál 23' · Dróth 24' | Árbitro(s): Sebastian Stawicki | Árbitro(s): Sebastian Stawicki |

| 22 de septiembre de 2015 | Hungría                                  | 4–3 (t. s.)(Global 6-5) | Rumania                     | Főnix Hall, Debrecen                     |                                          |
|                          | Harnisch 4' · Hosszú 30' · Dróth 47' 50' | Reporte                 | F. Matei 16' 24' (pen.) 42' | Árbitro(s): Fernando Gutiérrez Lumbreras | Árbitro(s): Fernando Gutiérrez Lumbreras |

| 15 de septiembre de 2015 | Bosnia y Herzegovina | 0–5     | Kazajistán                                                     | Arena Zenica, Zenica     |                          |
|                          |                      | Reporte | Nurgozhin 5' · Zhamankulov 15' · Douglas Jr. 25' 32' · Leo 39' | Árbitro(s): Pascal Lemal | Árbitro(s): Pascal Lemal |

| 22 de septiembre de 2015 | Kazajistán                                            | 4–0 (Global 9-0) | Bosnia y Herzegovina | Baluan Sholak Sports Palace, Almaty  |                                      |
|                          | Leo 9' · Douglas Jr. 14' · Taku 24' · Yesenamanov 25' | Reporte          |                      | Árbitro(s): Eduardo Fernandes Coelho | Árbitro(s): Eduardo Fernandes Coelho |

| 15 de septiembre de 2015 | República Checa                 | 2–1     | Bielorrusia | Sports Hall AC Sparta Praha, Prague |                        |
|                          | Kovács 16' · Chernik 34' (a.g.) | Reporte | Chernik 26' | Árbitro(s): Saša Tomić              | Árbitro(s): Saša Tomić |

| 22 de septiembre de 2015 | Bielorrusia | 1–1 (Global 3-2) | República Checa | Minsk Sports Palace, Minsk    |                               |
|                          | Popov 40'   | Reporte          | Záruba 40'      | Árbitro(s): Alessandro Malfer | Árbitro(s): Alessandro Malfer |

| 15 de septiembre de 2015 | Azerbaiyán                                 | 3–1     | Eslovaquia    | Baku Sports Hall, Bakú    |                           |
|                          | Amadeu 7' · Borisov 33' · Kozár 34' (a.g.) | Reporte | Brunovský 12' | Árbitro(s): Admir Zahovič | Árbitro(s): Admir Zahovič |

| 22 de septiembre de 2015 | Eslovaquia | 1–1 (Global 2-4) | Azerbaiyán | Mestská Športová hala, Trnava |                         |
|                          | Rafaj 25'  | Reporte          | Borisov 8' | Árbitro(s): Timo Onatsu       | Árbitro(s): Timo Onatsu |

## Clasificados
| País            | Modo de Clasificación | Apariciones1                                             |
| --------------- | --------------------- | -------------------------------------------------------- |
| Serbia          | Anfitrión             | 4 (1999, 2007, 2010, 2012)                               |
| Rusia           | Ganador Grupo 1       | 9 (1996, 1999, 2001, 2003, 2005, 2007, 2010, 2012, 2014) |
| España          | Ganador Grupo 2       | 9 (1996, 1999, 2001, 2003, 2005, 2007, 2010, 2012, 2014) |
| Italia          | Ganador Grupo 3       | 9 (1996, 1999, 2001, 2003, 2005, 2007, 2010, 2012, 2014) |
| Ucrania         | Ganador Grupo 4       | 8 (1996, 2001, 2003, 2005, 2007, 2010, 2012, 2014)       |
| Eslovenia       | Ganador Grupo 5       | 4 (2003, 2010, 2012, 2014)                               |
| Croacia         | Ganador Grupo 6       | 4 (1999, 2001, 2012, 2014)                               |
| Portugal        | Ganador Grupo 7       | 7 (1999, 2003, 2005, 2007, 2010, 2012, 2014)             |
| Hungría         | Ganador de Play-off   | 2 (2005, 2010)                                           |
| Kazajistán      | Ganador de Play-off   | 0 (debut)                                                |
| República Checa | Ganador de Play-off   | 7 (2001, 2003, 2005, 2007, 2010, 2012, 2014)             |
| Azerbaiyán      | Ganador de Play-off   | 3 (2010, 2012, 2014)                                     |

1 En negrita aparece el año en el que fue campeón. En cursiva aparece el año en el que fue el país anfitrión.